# Acide 5,10-méthényltétrahydrofolique
L’acide 5,10-méthényltétrahydrofolate est un dérivé de l'acide folique, ou vitamine B9. Sa forme biologiquement active est la forme ionique (déprotonée) de l'acide, le 5,10-méthényltétrahydrofolate, couramment abrégé en 5,10-CH=THF, une coenzyme qui donne et reçoit des groupes méthényle –CH=.
Il est issu du 5,10-méthylènetétrahydrofolate par la méthylènetétrahydrofolate déshydrogénase NAD+-dépendante ou la méthylènetétrahydrofolate déshydrogénase NADP+-dépendante.
Il peut également être produit comme intermédiaire dans le catabolisme de l'histidine par la formiminotransférase cyclodésaminase à partir de l'acide 5-formiminotétrahydrofolique.
Le 5,10-CH=THF est un substrat de la méthényltétrahydrofolate cyclohydrolase, qui le convertit en acide 10-formyltétrahydrofolique.